# Hemiblossiola kraepelini
Hemiblossiola kraepelini är en spindeldjursart som beskrevs av Roewer 1933. Hemiblossiola kraepelini ingår i släktet Hemiblossiola och familjen Daesiidae. Inga underarter finns listade i Catalogue of Life.